# 阿什顿·兰比
阿什顿·兰比（英語：Ashton Lambie，1990年12月12日—），美国男子自行车运动员，2019年泛美运动会男子团体追逐赛金牌得主、2020年世界场地自行车锦标赛男子个人追逐赛银牌得主、2021年世界场地自行车锦标赛男子个人追逐赛金牌得主。